# Scaldamani

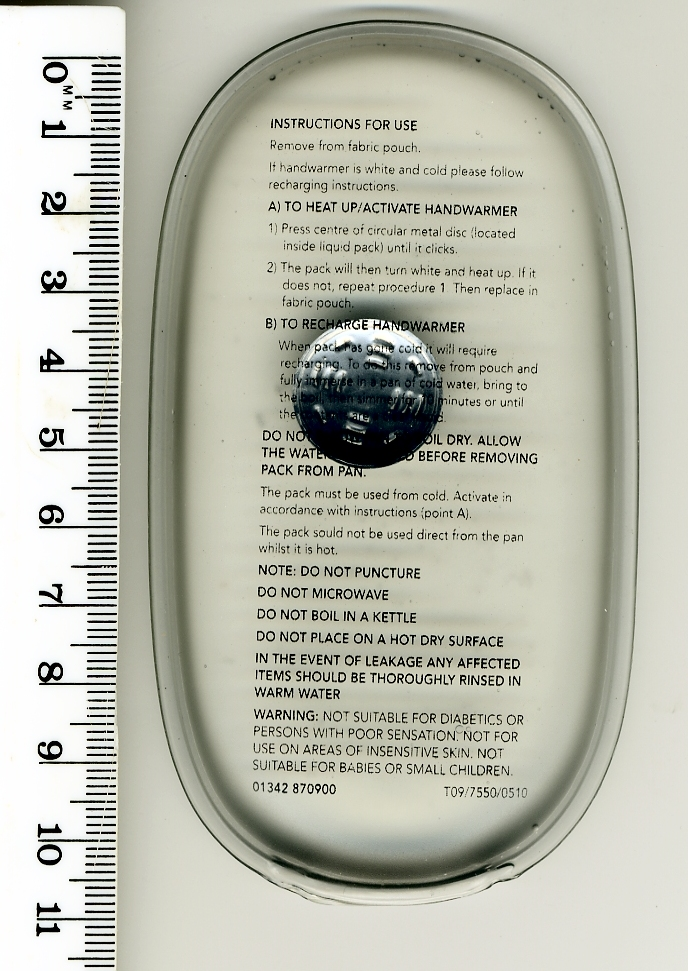
Scaldamani a soluzione supersatura

Lo scaldamani è un oggetto tascabile in grado di generare calore che ha lo scopo di scaldare le mani durante i periodi freddi. Analoghi dispositivi a volte servono anche per altre parti del corpo come piedi e collo. Per produrre il calore possono essere utilizzati diversi meccanismi.

## Scaldamani a soluzione super satura
Lo scaldamani cosiddetto a ghiaccio caldo si presenta come una busta morbida, spesso in materiale siliconico, contenente un liquido trasparente, una soluzione supersatura di acetato di sodio in acqua, e una piastrina metallica leggermente bombata.
Schiacciando la piastrina metallica si genera una forte vibrazione nell'intera massa della soluzione. Questa vibrazione provoca l'innesco di una reazione esotermica di cristallizzazione del sale contenuto nel liquido, con emanazione di un forte calore. Il calore solitamente si esaurisce dopo 20-30 minuti circa. L'aspetto della bustina dopo l'attivazione cambia e al posto del liquido trasparente si possono vedere numerosi cristalli che si diramano radialmente dalla piastrina (centro di nucleazione). Da qui la denominazione ghiaccio caldo.

Lo scaldamani si ricarica riscaldando per qualche minuto la busta in un pentolino pieno d'acqua bollente: i cristalli si sciolgono e la soluzione supersatura si riforma.

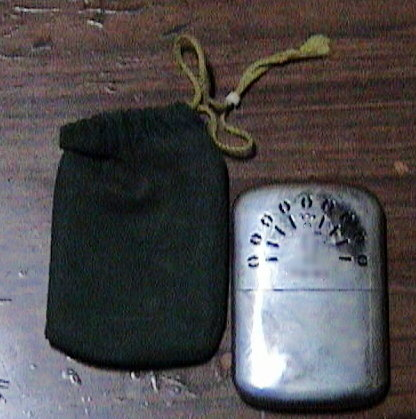
Scaldamani a combustibile liquido e catalizzatore

## Scaldamani a combustibile liquido e catalizzatore
Un genere di scaldamani popolare in Giappone. Usa lo stesso combustibile degli accendini, oppure GPL. Produce calore mediante una reazione di ossidazione senza fiamma attivata da un catalizzatore (platino).

## Scaldamani elettrico
Scaldamani a batteria che sfruttando l'effetto Joule tramite una resistenza elettrica genera calore.

## Scaldamani a carbonella
Si tratta dello scaldamani classico e fino a pochi decenni fa molto diffuso. Sfrutta la lenta combustione di alcune barrette solide di combustibile, tipicamente carbone.
Alcuni vecchi modelli contengono uno strato isolante in amianto. Questo tipo di scaldino, contenendo del materiale incandescente, fu causa di alcuni gravi incidenti in camere iperbariche.

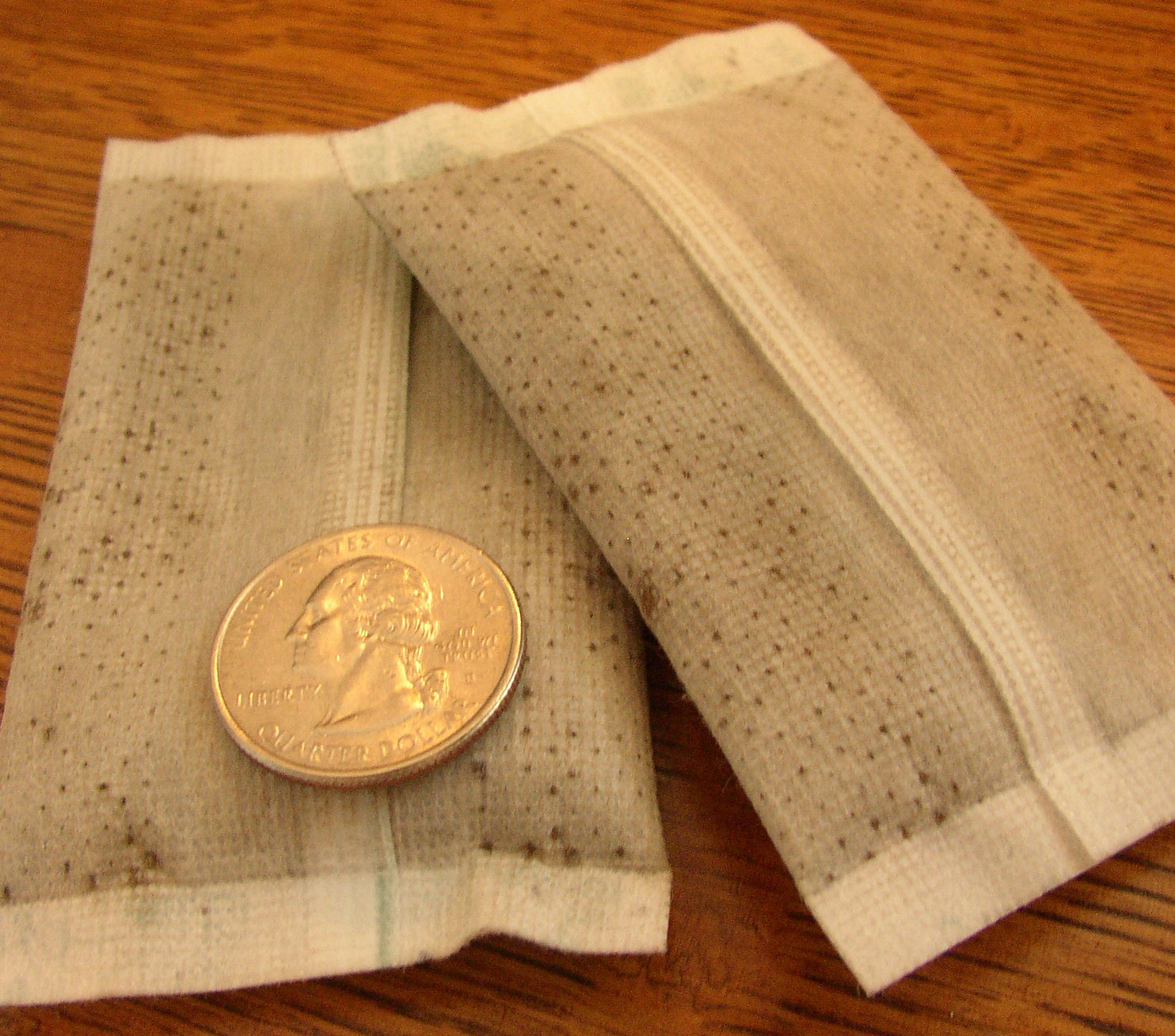
Scaldamani monouso al ferro

## Scaldamani monouso alla polvere di ferro
Alcuni scaldamani monouso appena esposti all'aria producono calore grazie alla ossidazione esotermica del ferro. Queste bustine contengono polvere di ferro, cellulosa, acqua (catalizzatore), carbone attivo (accelera la reazione), vermiculite (riserva d'acqua) e sale (catalizzatore).